# Брюссель
Брюссе́ль (нидерл. Brussel [ˈbrʏsəl], фр. Bruxelles [bʁyˈsɛl]) — столица Бельгии и Брюссельского столичного региона. В Брюсселе разместились учреждения Французского и Фламандского сообществ и Фландрии, штаб-квартира Евросоюза, офис НАТО, секретариат стран Бенилюкса.
Не следует путать город (коммуну) Брюссель (нидерл. Stad Brussel, фр. Ville de Bruxelles, Bruxelles-ville) с Брюссельским столичным регионом.

## Этимология
Упоминается с 794 года как Brocela с указанием, что селение расположено между болотами. Отсюда топоним: из фламандского brock — «болото», sela — «жильё», то есть «селение у болота», что достаточно широко встречается в европейской топонимии. Современный французский и валлонский — Bruxelles (Брюссель, устаревший вариант — Брюксель), фламандский — Brüssel (Брюссель). В русскоязычной традиции принята фламандская форма — «Брюссель».

## Брюссель: город и округ

Город Брюссель, выделенный красным на контурной карте округа

Вместе с другими 18 коммунами город Брюссель образует Брюссельский столичный регион, фактически являющийся единым городом с населением почти в два миллиона человек, хотя население коммуны Брюссель составляет примерно 150 тыс. человек. Обычно название «Брюссель» распространяют на весь округ.

## География

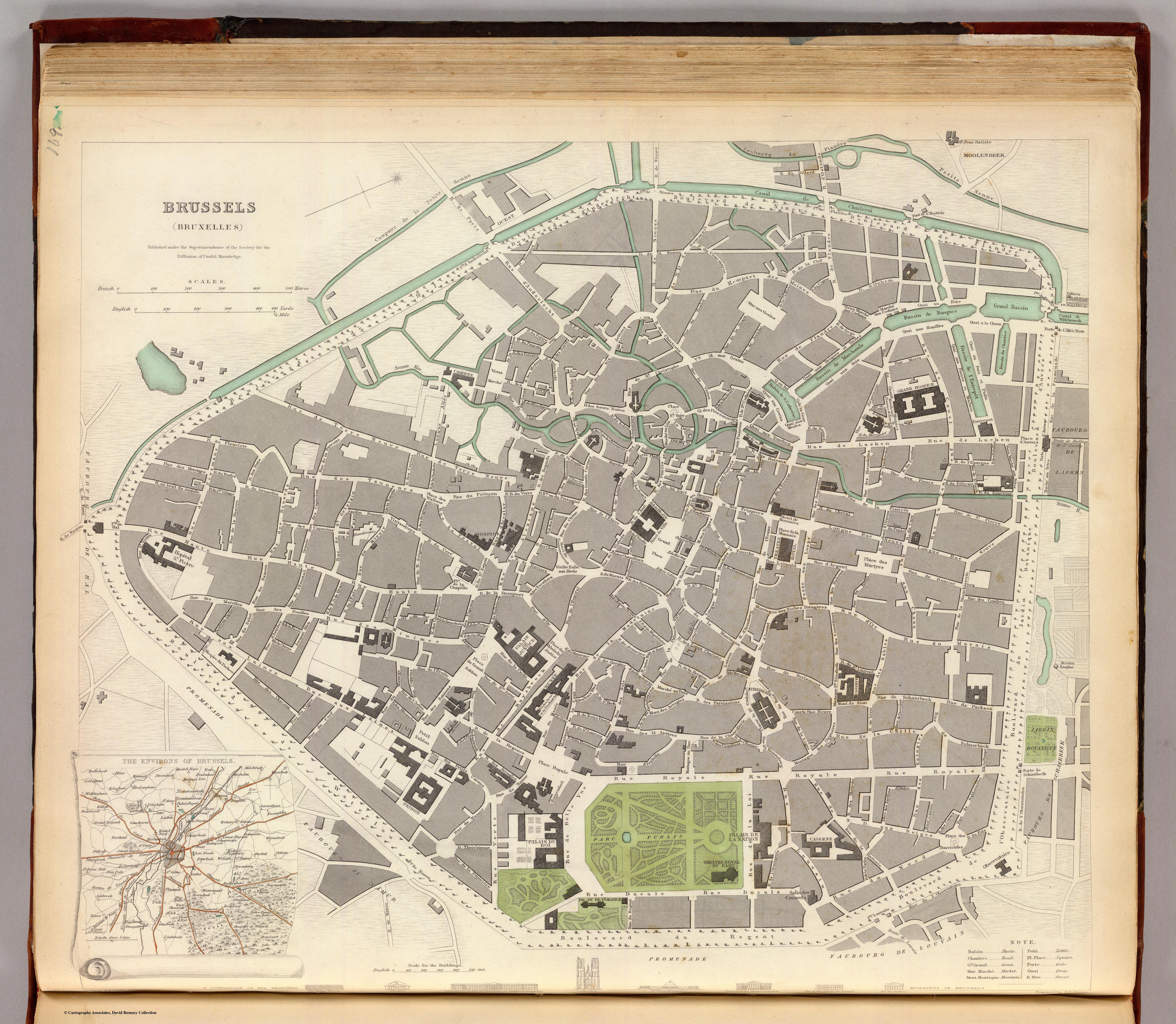
Пятиугольник — историческое ядро Брюсселя (карта 1837 года, направление на север справа)

Коммуна Брюссель имеет неправильную форму, состоящую из трёх частей: широкой северной, узкой центральной и ещё более узкой южной. Северная часть Брюсселя включает район Лакен, где расположена одноимённая королевская резиденция. До 1921 года Лакен был самостоятельной коммуной. Историческое ядро города образует пятиугольник бульваров, проложенных на месте бывших оборонительных сооружений. Южный протуберанец — авеню Луизы.
Брюссель стоит на реке Сенне, однако в черте города та практически не видна, поскольку была перекрыта бельгийскими инженерами под руководством Анри Мо в период урбанизации (вторая половина XIX века).

### Климат
Климат Брюсселя — умеренный морской. Морские воздушные массы, образующиеся над находящимся в относительной близости Северным морем, обуславливают небольшие амплитуды суточной и годовой температуры и высокую относительную влажность воздуха. Самыми жаркими месяцами являются июль и август со средней температурой 17,0 °C, самым холодным — январь со средним минимумом в 2,5 °C. Среднегодовая температура составляет 9,7 °C. Количество часов солнечного сияния в году — 1585.
Для морского климата типично большое количество осадков. Так, за год в Брюсселе выпадают 821 мм осадков, наибольшее количество (по 79 мм) — в ноябре и декабре.
| Климатограмма Брюсселя                                                                              | Климатограмма Брюсселя | Климатограмма Брюсселя | Климатограмма Брюсселя | Климатограмма Брюсселя | Климатограмма Брюсселя | Климатограмма Брюсселя | Климатограмма Брюсселя | Климатограмма Брюсселя | Климатограмма Брюсселя | Климатограмма Брюсселя | Климатограмма Брюсселя |
| --------------------------------------------------------------------------------------------------- | ---------------------- | ---------------------- | ---------------------- | ---------------------- | ---------------------- | ---------------------- | ---------------------- | ---------------------- | ---------------------- | ---------------------- | ---------------------- |
| Я                                                                                                   | Ф                      | М                      | А                      | М                      | И                      | И                      | А                      | С                      | О                      | Н                      | Д                      |
| 71 5 1                                                                                              | 53 6 2                 | 73 10 4                | 54 14 6                | 70 18 9                | 78 20 12               | 69 23 14               | 64 23 14               | 63 19 12               | 68 14 8                | 79 9 5                 | 79 6 3                 |
| Температура в °C • Сумма осадков в мм Источник: Королевский метеорологический институт, MSN Weather |                        |                        |                        |                        |                        |                        |                        |                        |                        |                        |                        |

| Показатель                    | Янв.  | Фев.  | Март  | Апр. | Май  | Июнь | Июль | Авг. | Сен. | Окт. | Нояб. | Дек.  | Год   |
| ----------------------------- | ----- | ----- | ----- | ---- | ---- | ---- | ---- | ---- | ---- | ---- | ----- | ----- | ----- |
| Абсолютный максимум, °C       | 15,3  | 20    | 24,2  | 28,7 | 34,1 | 38,8 | 37,1 | 36,5 | 34,9 | 27,8 | 20,4  | 16,7  | 38,8  |
| Средний суточный максимум, °C | 5,6   | 6,5   | 9,9   | 13,1 | 17,7 | 20,0 | 22,3 | 22,4 | 18,7 | 14,4 | 9,1   | 6,5   | 13,9  |
| Средняя температура, °C       | 3,2   | 3,6   | 6,5   | 9    | 13,3 | 15,8 | 18   | 18   | 14,8 | 11   | 6,5   | 4,3   | 10,4  |
| Средний суточный минимум, °C  | 0,8   | 0,6   | 3,0   | 4,9  | 8,9  | 11,6 | 13,7 | 13,4 | 10,9 | 7,6  | 3,7   | 2,0   | 6,8   |
| Абсолютный минимум, °C        | −21,1 | −18,3 | −13,6 | −5,7 | −2,2 | 0,3  | 4,4  | 3,9  | 0    | −6,8 | −12,8 | −17,7 | −21,1 |
| Норма осадков, мм             | 71,1  | 52,7  | 72,9  | 53,7 | 69,3 | 77,5 | 68,9 | 63,6 | 62,3 | 68,1 | 79,1  | 78,8  | 817,8 |
| Источник:                     |       |       |       |      |      |      |      |      |      |      |       |       |       |

## История

### Возникновение
Название города происходит от древненидерландских слов bruoc «болото» и sella «поселение» и обозначает буквально «селение на болоте».
Основание Брюсселя относится к временам довольно отдалённым. По легенде, Брюссель был основан в VI веке святым Гагериком (или Сен-Жери). Однако первое упоминание о селении Bruocsella встречается лишь в 996 году в грамоте Оттона Великого. С 977 по 979 годы герцог Нижней Лотарингии Карл I построил крепость и часовню на острове на реке Сенне, что стало первым шагом в развитии города. Собор был посвящён святой Гудуле, покровительнице Бельгии. В XI веке была сооружена первая городская стена.

### Средние века
С начала XII века Брюссель был резиденцией герцогов Нижней Лотарингии и Брабанта: в 1361 году герцог Иоанн III расширил город и усилил укрепления. В 1430 году герцог Бургундский Филипп III Добрый наследует герцогство Брабант и делает Брюссель столицей Бургундии. В это время идёт строительство ратуши и первых зданий на Гран-плас. Происходит расцвет экономики, скульпторы, ковровщики и ювелиры обосновываются в городе. В том числе художники Питер-Старший Брейгель и Рогир ван дер Вейден находят в Брюсселе пристанище. В 1477 году внучка Филиппа Доброго, Мария Бургундская, выходит замуж за будущего императора Священной Римской империи Максимилиана I, за счёт чего Брабант переходит под правление Габсбургов. Их дочь Маргарита Австрийская временно переносит резиденцию в Мехелен, но после 1531 года Брюссель вновь становится столицей Бургундии.

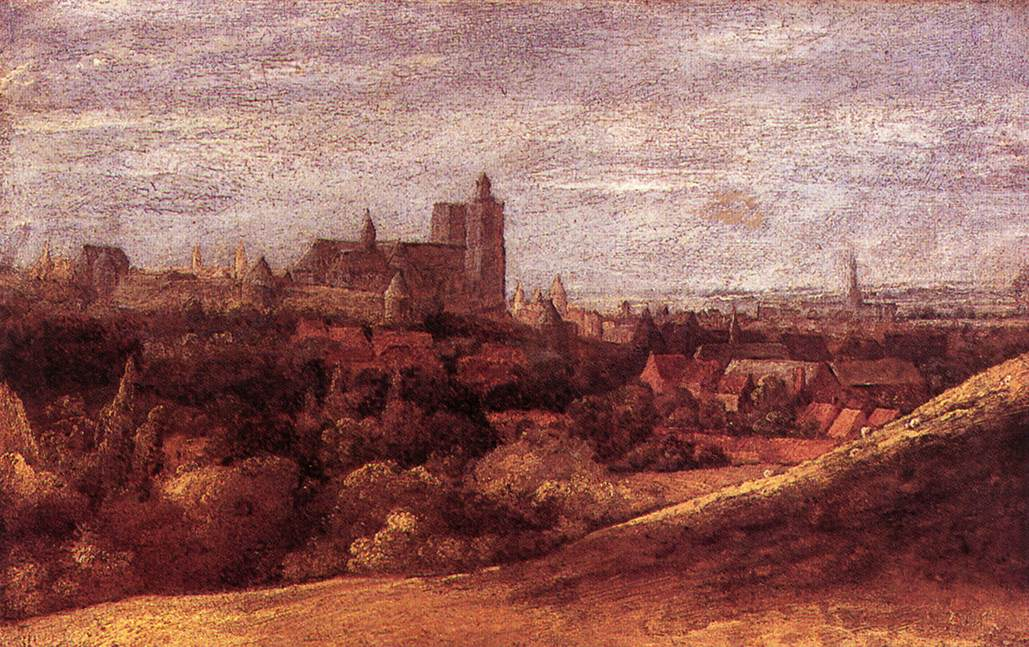
Геркулес Сегерс. Вид Брюсселя, 1625

После смерти Карла V во время правления его сына Филиппа II большая часть современной Бельгии становится частью Южных Нидерландов. При Филиппе происходит восстание против испанских правителей. Во время правления испанца герцога Альбы были жестоко преследуемы протестанты, в июле 1568 года в Брюсселе были публично казнены лидеры дворянской оппозиции граф Эгмонт и граф Горн. Репрессии привели к тому, что город начала покидать интеллектуальная элита (в основном бежали в Амстердам), что, в свою очередь, привело к экономическому упадку Брюсселя.

### Брюссель послеТридцатилетней войны
По Вестфальскому миру, положившему конец войне в 1648 году, северная часть Нидерландов была признана независимой, в то время как южная часть вместе с Брюсселем осталась под управлением испанцев. Во второй половине XVII века при Людовике XIV Франция старалась занять господствующее положение в Европе. Французские войска завоёвывают Эно и Западную Фландрию.
В 1695 году брюссельский Гран-плас на протяжении трёх дней был обстрелян из артиллерийских орудий и был почти полностью разрушен. По Рисвикскому миру от 1697 года французы должны были покинуть бельгийские территории. В ходе Войны за испанское наследство (1701—1714) господство над Южными Нидерландами (вместе с тем и над Брюсселем) переняли представители Габсбургов из Австрии. По Раштадскому миру 1714 г. Брюссель перешел к Австрии.

### Борьба за независимость
В 1789 году с помощью Брабантского восстания удаётся на короткое время добиться независимости от господства Габсбургов во время правления Иосифа II, пока в 1794 году территории не были захвачены войсками Французской республики. Французское господство было окончено в 1815 году после поражения Наполеоновских войск в битве при Ватерлоо, которая произошла в 15 км к югу от Брюсселя. На Венском конгрессе 1814—1815 было решено объединить Южные Нидерланды с Северными под властью Виллема I.

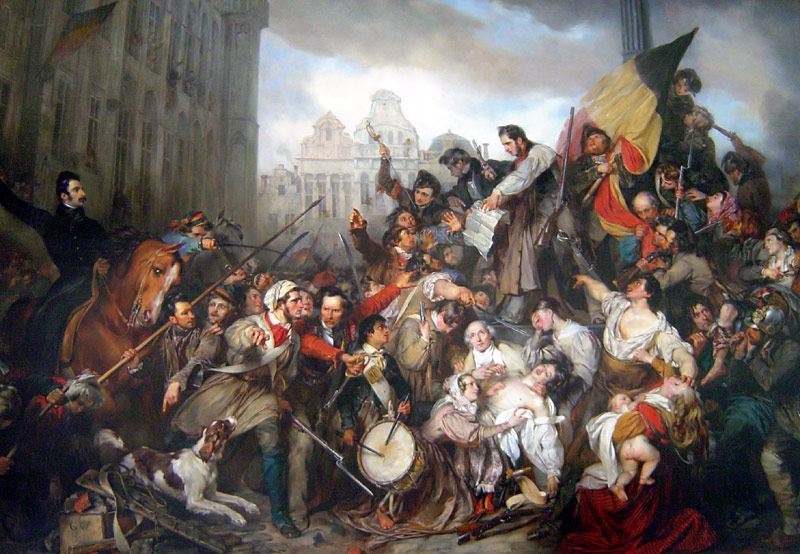
Бельгийская революция 1830 года в Брюсселе

Либеральная элита католических Южных Нидерландов, которая была ориентирована на Францию лингвистически, культурно и политически, а также католическое духовенство чувствовали себя ущемлёнными в области государственного правления, образования и экономического развития по сравнению с преимущественно протестантским нидерландоязычным Севером. Через некоторое время Бельгийская революция приводит к отделению Бельгии от Объединённого королевства Нидерландов и образованию Бельгийского королевства. Самые могущественные державы того времени — Англия, Пруссия, Австрия и Россия — были заинтересованы в мирном разрешении конфликта и провозгласили на Лондонской конференции 1830 года независимость нового государства. Брюссель становится столицей королевства, а Леопольд I — первым королём Бельгии с формой правления конституционная монархия.

### Новое время
Благодаря статусу столицы государства и подъёму экономики Бельгии в эпоху индустриализации (XIX век), Брюссель становится все более привлекательным местом. Население растёт быстрыми темпами, не в последнюю очередь за счёт иммигрантов из Валлонии и Франции. Историческое ядро города объединяется с бывшими сельскими коммунами в конгломерат, вырастают новые кварталы, заключается в трубу Сенна. В это время строятся такие здания, как монументальный Дворец Юстиции, Биржа, королевский дворец, Триумфальная арка и знаменитые здания в стиле модерн (например, здания Виктора Орта).
В 1900 г. предпринято сооружение морской гавани и расширение и углубление канала, идущего к р. Рупель. В 1910 г. в Брюсселе происходила всемирная выставка. Некоторые отделы её сильно пострадали во время большого пожара в июле 1910 г., но, благодаря энергичным мерам, удалось быстро привести выставку снова в хороший вид.
Хотя Бельгия и стала жертвой агрессивной политики Германии во время обеих мировых войн, Брюссель не был подвергнут значительным разрушениям. Благодаря этому архитектура и улицы Брюсселя до 60-х годов (а частично и в наши дни) оставались такими же, как и во времена основания города. Однако уже в 30-х годах было проведено рельсовое сообщения между Северным и Центральным вокзалами через центр города.

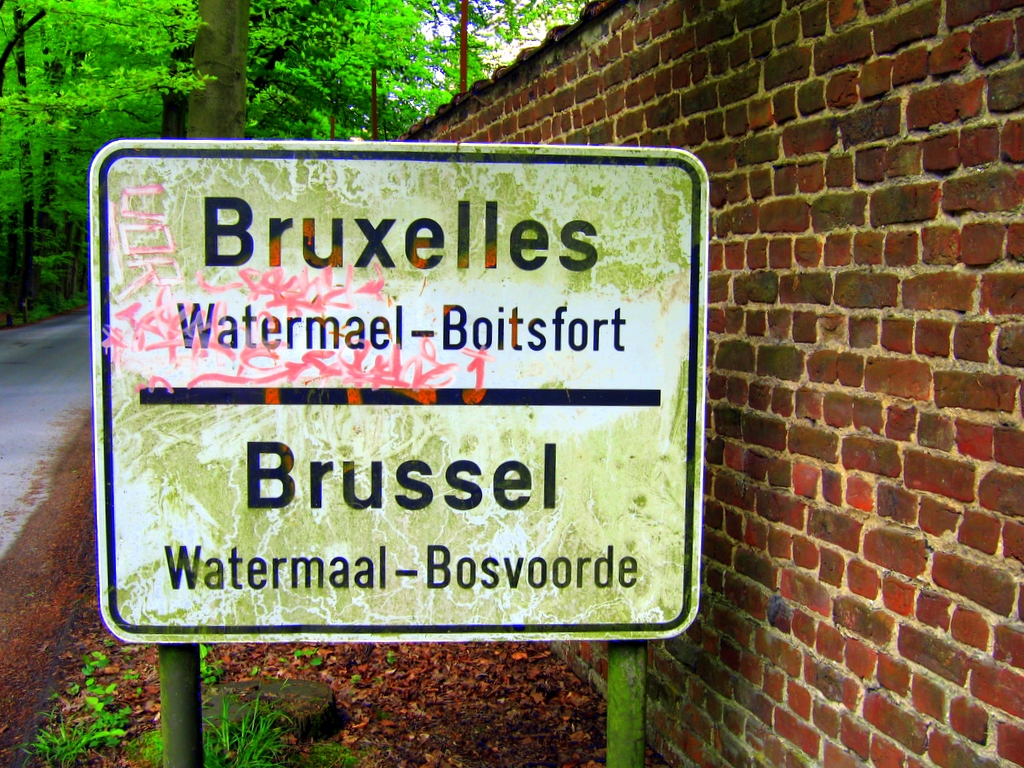
Двуязычие в Брюсселе

Давний конфликт между фламандским (нидерландоязычным) и валлонским (франкоязычным) населением приводит к тому, что в 1932—1938 годах Брюссель становится двуязычным: названия улиц, станций общественного транспорта и муниципалитетов дублируются на двух языках. Под влиянием более развитой в то время Валлонии город все более «офранцуживается», преобладающий ранее нидерландский язык отходит на второй план. Также в архитектуре доминирует французский стиль.
После Второй мировой войны Брюссель завоёвывает все большее международное значение: в 1958 году здесь обосновывается Европейское экономическое сообщество (предшественник Европейского союза). В том же году в Брюсселе состоялась Всемирная выставка, к которой был построен Атомиум. В 1967 году из Парижа в Брюссель переезжает НАТО.
Изданный в 1953 году закон, по которому расходы за снос старых домов оплачиваются государством, негативно сказывается на внешнем виде города: сносится неоправданно большое количество старых домов и кварталов, а полученные территории застраиваются высотными домами. Некоторые архитекторы считают, что Брюссель более пострадал от модернизации в 1960-х годах, чем от войн. Подобная модернизация, сопровождающаяся массовым сносом исторических кварталов, получила название «брюсселизация». Кроме того, характерной для нового Брюсселя чертой стало образование гетто и заселение бедных семей иммигрантов в центральные кварталы, отличающиеся ранее богатыми культурными традициями.
22 марта 2016 года в Брюсселе произошли террористические акты.

## Население
На территории города Брюсселя проживают 179 277 человека (2018 г.), при плотности населения 5497 чел./км². Вместе с остальными 18 коммунами Брюссельского столичного региона, агломерация образует самый большой (и вместе с тем один из самых густонаселённых) город Бенилюкса с населением 1 830 000 человек.

### Демографические данные
Быстрее всего население Брюсселя увеличивалось в период урбанизации в XIX — начале XX веков: за одно столетие численность населения возросла в два раза — с 98 000 в 1830 году до 200 433 человек в 1930 году. Пик численности населения был пройден в 1930 году, с тех пор население города уменьшалось, и в последние 30 лет держится на уровне 140 000 человек с небольшими колебаниями.
В 2007 году коэффициент рождаемости составил 17,4, коэффициент смертности — 8,8. Таким образом естественный прирост населения составил +8,6, а общий +17,1, что является довольно высоким показателем для Европы.
Половой состав населения города однороден — в Брюсселе проживают 50,18 % мужчин и 49,82 % женщин. Половина всего брюссельского населения (51,6 %) не замужем/неженаты.

### Субурбанизация
С начала XX века, и особенно со второй его половины, коренное население Брюсселя — в основном франкофоны, активно перемещаются в спальные пригородные муниципалитеты, являющиеся частью нидерландоязычной провинции Фламандский Брабант. Освободившиеся кварталы старого города занимают в основном выходцы из стран третьего мира и бывших французских и бельгийских колоний — Конго, Марокко, Турции и прочих. Фламандцы очень остро реагируют на процесс галлизации как самого Брюсселя, так и всей Брюссельской периферии. Между франко- и нидерландскоязычной общинами не одно десятилетие имеют место острые конфликты. Попытки деэксклавизации Брюсселя успехом пока не увенчались.

### Этнический состав
По причине размещения в Брюсселе учреждений Европейского союза, НАТО и других международных организаций, более четверти населения (27,1 %) города являются иностранцами.
Из-за массовой иммиграции различных групп населения в город, как из других регионов Бельгии, так и из-за рубежа, основное разделение населения в Брюсселе проходит в языковой, а не в этнической плоскости. Всё население условно делится на франкофонов, нидерландофонов и аллофонов, большинство из которых склонно к ассимиляции во франкоязычную среду.

### Языки
Брюссельский столичный округ является единственным официально двуязычным регионом страны. Официально равноправными в органах администрации признаны французский и нидерландский языки. Кроме этого, в столице и прилежащих к ней регионах имеют распространение многие другие языки недавних иммигрантов. Большинство населения города (56 % по опросам 2006 года) считает родным языком французский, около 7 % — нидерландский язык, остальные 37 % говорят на двух и более языках в зависимости от обстановки, учреждения, квартала и так далее. Роль лингва-франка исполняет французский язык, им владеют порядка 96 % населения города.

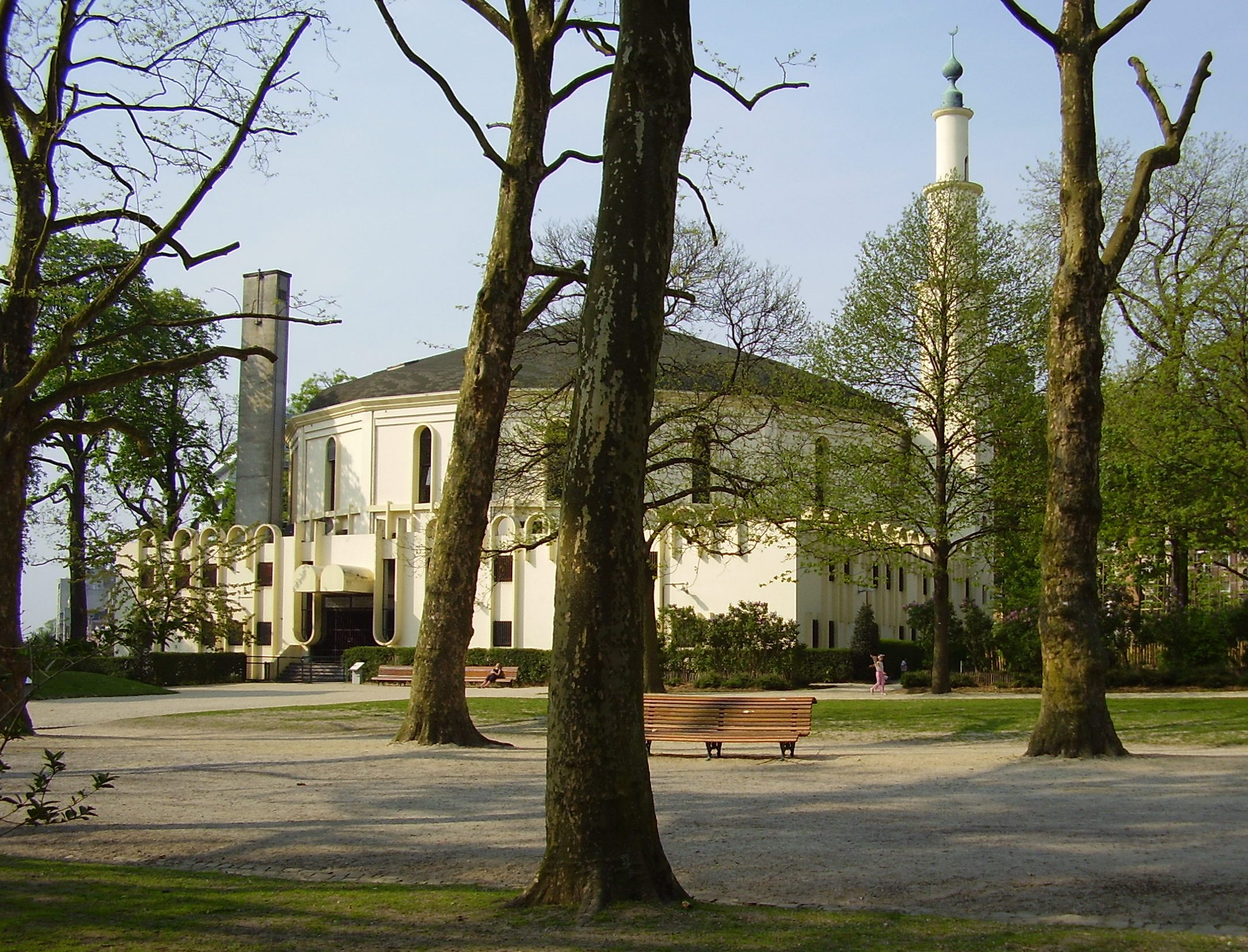
Брюссельская соборная мечеть

### Религия
Большинство жителей Брюсселя исповедуют католичество и протестантство, также исповедуемыми религиями являются иудаизм и ислам.
В Брюсселе расположено множество культовых сооружений: католических (Брюссельский собор, Нотр-Дам-де-Лакен, Церковь Святой Алисы, Церковь Святой Терезы Авильской и другие) и протестантских (Церковь Святого Андрея, Августинский храм, Собор Святой Троицы). Имеется Соборная мечеть и православные храмы: Церковь Святого Иова Многострадального, Храм Святого Целителя Пантелеймона и Святого Николая Чудотворца.

## Экономика
Брюссель — крупнейший экономический центр страны. Экономическому росту бельгийской столицы поспособствовали центральное географическое положение и тот факт, что здесь разместились такие международные организации, как ЕС и НАТО. По объёму ВВП на душу населения (59 400 €) Брюссель находится на третьем месте среди европейских городов после Люксембурга и центрального Лондона. Наибольшую прибыль приносят гастрономия (в апреле 2007 года в городе было более 2000 ресторанов) и третичный сектор экономики. Помимо этого развиты области машиностроения, выпускающие промышленное оборудование. В городе разместилось большое количество кредитно-финансовых учреждений.

## Транспорт

### Автомобильный транспорт

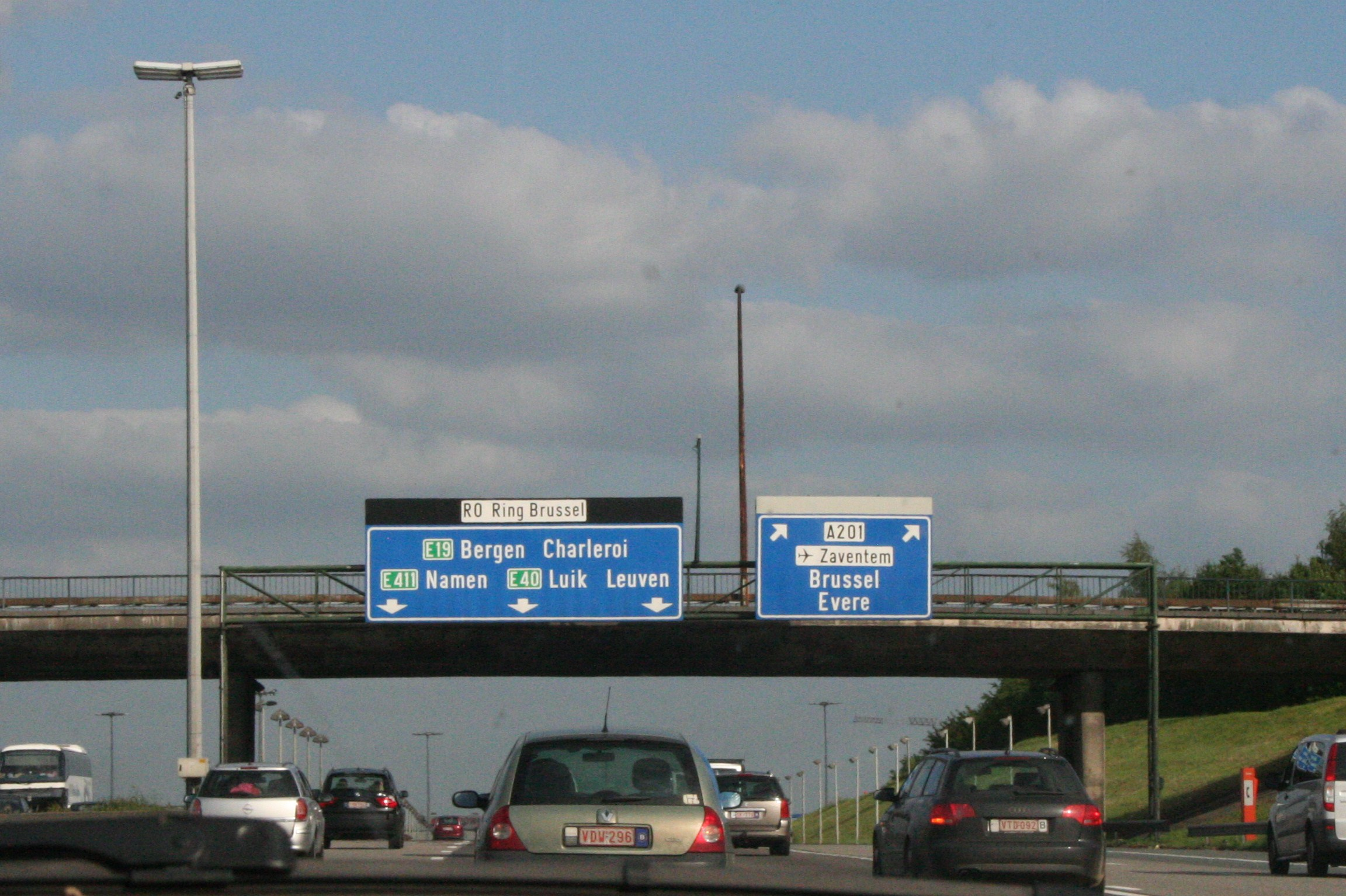
Магистраль R0 с указателем на аэропорт Завентем

В Брюсселе сходятся многочисленные линии автомобильных сообщений страны. Автомагистральная сеть похожа своим устройством на французскую дорожную сеть: подобно парижскому бульвару Периферик, в Брюсселе существует кольцевая автомагистраль R0, к которой сходятся дороги со всех направлений. Вся сеть автомагистралей хорошо освещена.
Из-за большого скопления транспорта на крупных перекрёстках значительная часть дорог была перенесена под землю. Так, под землёй скрыты не только прямые участки, но и развилки и даже светофоры. Один из туннелей ведёт напрямую от магистрали в восточной части города в квартал, где расположены учреждения ЕС.
По состоянию на 2007 год в Брюсселе работает около восьмисот частных фирм-операторов такси. Общее количество автомобилей такси — 1200, на них работало 3200 водителей. В городе имелось 633 стоянки такси. Все частные фирмы подчиняются Дирекции такси Министерства Брюссельского столичного региона. Службы такси действуют в пределах Брюссельского столичного региона Бельгии, а также в ближайших пригородах. Все операторы такси применяют единую тарифную систему. Все автомобили-такси Брюсселя имеют на крыше светящийся знак, с надписью TAXI красными буквами на белом фоне и рисунком жёлтого ириса (символ Брюсселя). Автомобили такси выкрашены, как правило, в белый или чёрный цвет.

### Авиатранспорт
Брюссель обслуживают два международных аэропорта:
- Брюссель-Завентем — 12 км к северо-востоку от Брюсселя в одноимённой коммуне.
- Брюссель-Шарлеруа в Шарлеруа — 50 км южнее столицы.

### Водный транспорт
Порт Брюсселя с ежегодным оборотом 7,85 млн тонн является одним из самых крупных в Бельгии. Канал Брюссель-Шельда соединяет его с рекой Шельдой и таким образом с портом Антверпена и Северным морем. Канал Брюссель-Шарлеруа осуществляет связь с Валлонией.

### Железнодорожный транспорт

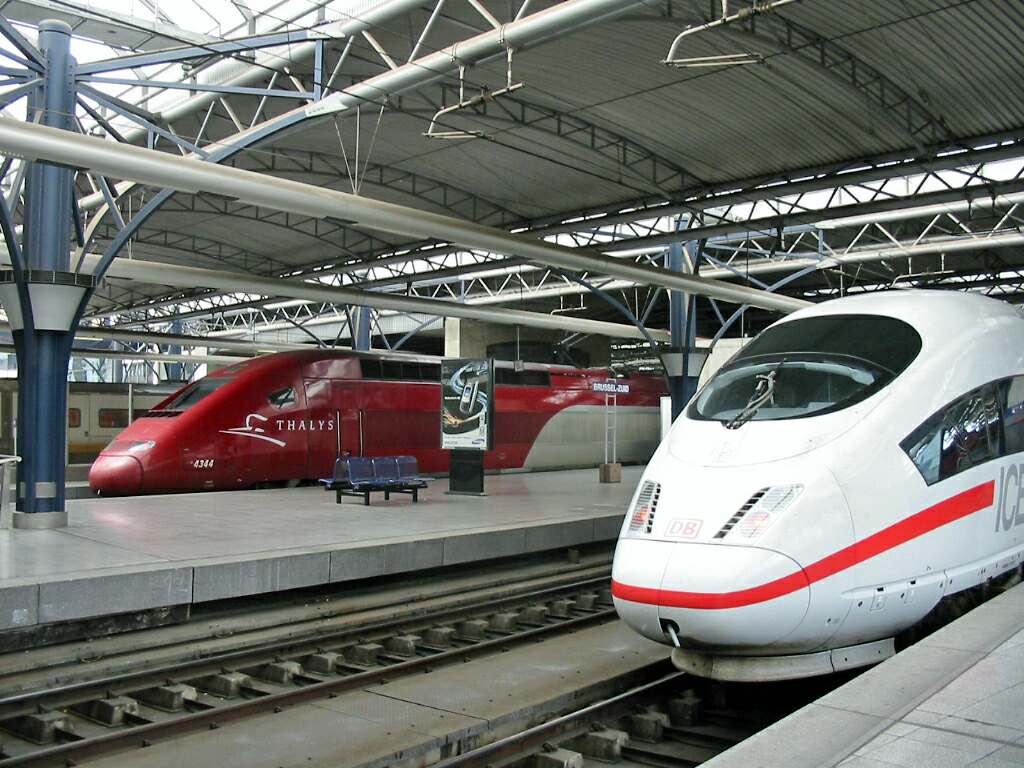
Поезда ICE и Thalys на Южном вокзале

Самые крупные вокзалы Брюсселя — Северный, Центральный и Южный — соединены между собой Северо-южным тоннелем. Поезда международного сообщения прибывают обычно на Южный вокзал, где налажено сообщение с Парижем, Амстердамом, Кёльном (поезда Thalys, TGV, ICE) и Лондоном (Eurostar). Вокзал Брюссель-Люксембург первоначально был предназначен для связи зданий организаций ЕС, однако в последнее время всё чаще используется и обычными горожанами.

### Городской общественный транспорт

Линии метрополитена

Сеть общественного транспорта состоит из четырёх линий метрополитена, трёх линий пре-метро (подземные трамвайные линии), 18 трамвайных линий и 50 автобусных маршрутов. Все станции и остановки носят названия на нидерландском и на французском языках. Оператором общественного транспорта в Брюсселе является STIB/MIVB.
Система метро состоит из четырёх линий (1, 2, 5 и 6). Среднее расстояние между станциями составляет 650 метров. Линии 1 и 5 проходят с востока на запад и имеют общий участок в центре города. Линия 2 — кольцевая, в виде пятиугольника, повторяющего черты исторического ядра Брюсселя.
Помимо метро существуют несколько частично подземных трамвайных линий — пре-метро, в том числе три основные: 3, 4 и 7. Важнейшая из линий соединяет Северный вокзал с Южным.
Городской транспорт работает до 0 часов 30 минут, ночные маршруты (кроме автобусной линии № 71) действуют только в выходные дни, билет на них несколько дороже, чем в дневные часы. Цены за проезд на такси в Брюсселе довольно высоки.
Брюссель связан с пригородами поездами NMBS/SNCB, многочисленными автобусными маршрутами STIB/MIVB, De Lijn TEC и трамвайными маршрутами STIB/MIVB № 4, 19, 97, 44, 39. Для улучшения железнодорожного сообщения в 2004 году было принято решение о реконструкции сети пригородных экспресс-электричек Réseau Express Régional/Gewestelijk ExpresNet по примеру парижской сети RER. Сеть должна была быть запущена в эксплуатацию в 2012 году, но из-за многочисленных задержек этот срок был перенесён на 2017 год.

## Градостроительство

### Архитектура
На протяжении нескольких веков в Брюсселе имел место конфликт между франкоязычным и фламандским обществами, благодаря чему две территории развивались обособленно, каждая со своими культурными, архитектурными и экономическими особенностями. В центре города в архитектуре преобладают средневековые дома во фламандском стиле, в частности, в стиле фламандского барокко и брабантской готики. Наиболее яркий пример — архитектурный ансамбль площади Гран-плас, созданный в XVI — XVIII веках.
В конце XIX века доминирующую позицию переняла валлонская (франкоязычная) община, поэтому большинство строений XIX—XX веков были выполнены во французском стиле. Один из основателей стиля модерн с его плавными необычными формами, Виктор Орта обучался в Бельгийской Академии искусств в Брюсселе и после окончания обучения начал преобразовывать город. Четыре дома по проекту Орта были занесены в список объектов Всемирного наследия: особняк Тасселя, музей Орта, особняк Сольве, особняк ван Этвельде. Другой пример югендстиля из списка Всемирного наследия — дворец Стокле, построенный в начале XX века венским архитектором Йозефом Хоффманом. Во время расцвета ар-нуво город активно разрастался, поэтому многие брюссельские пригороды могут похвастать архитектурой в стиле модерн. Наиболее примечательны в этом плане коммуны Иксель, Эттербеек, Схарбек и Сен-Жиль.
После окончания Первой мировой войны популярным становится стиль ар-деко, представляющий собой синтез модерна и неоклассицизма. Некоторые строения были выполнены в этом стиле (например, архитектура базилики Святого Сердца являет собой смешение ар-деко и неоготики), однако Брюссель остался столицей ар-нуво.

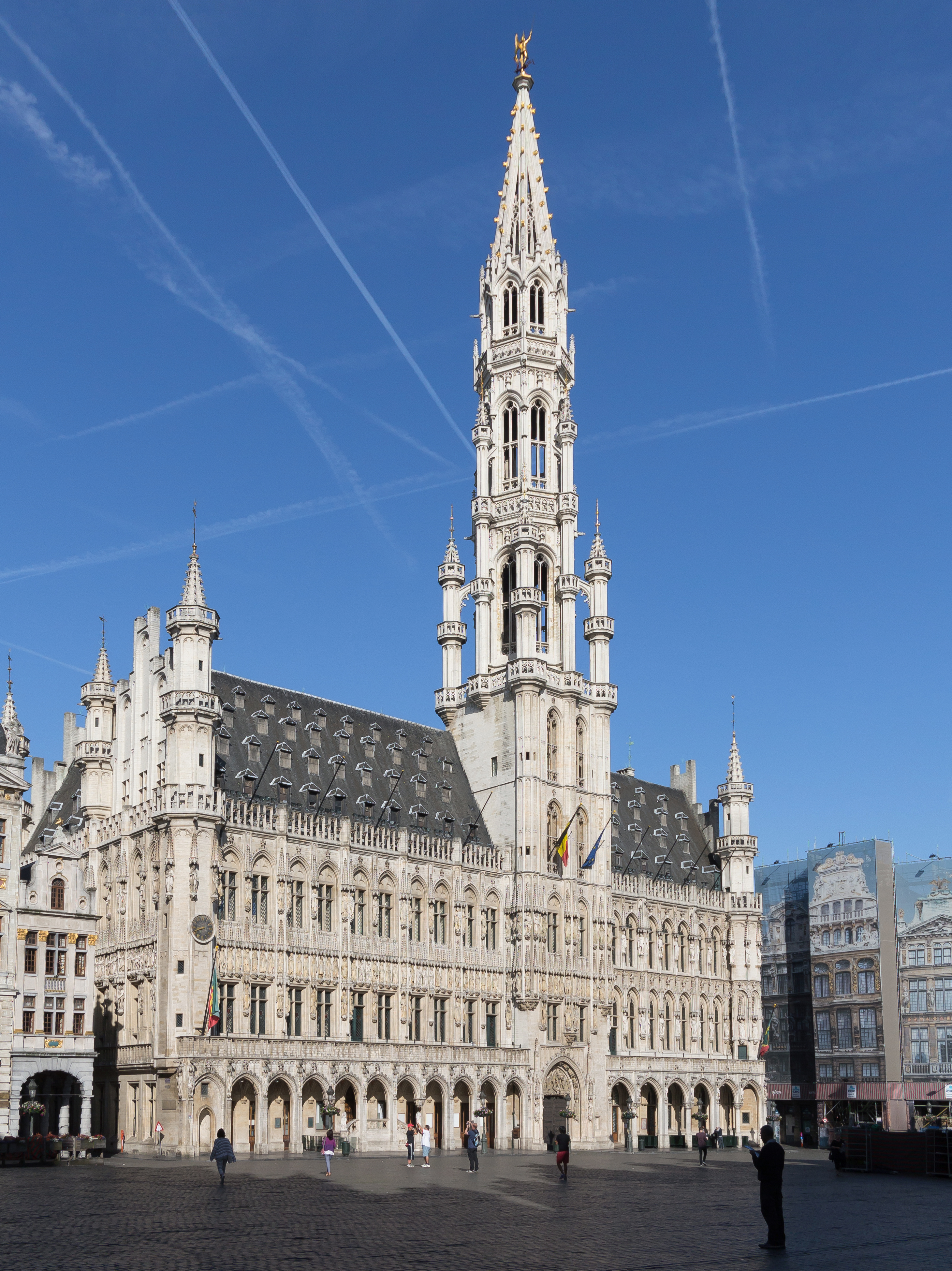
Ратуша — образец поздней брабантской готики. Была построена в начале XV века, заново отстроена в XVIII веке
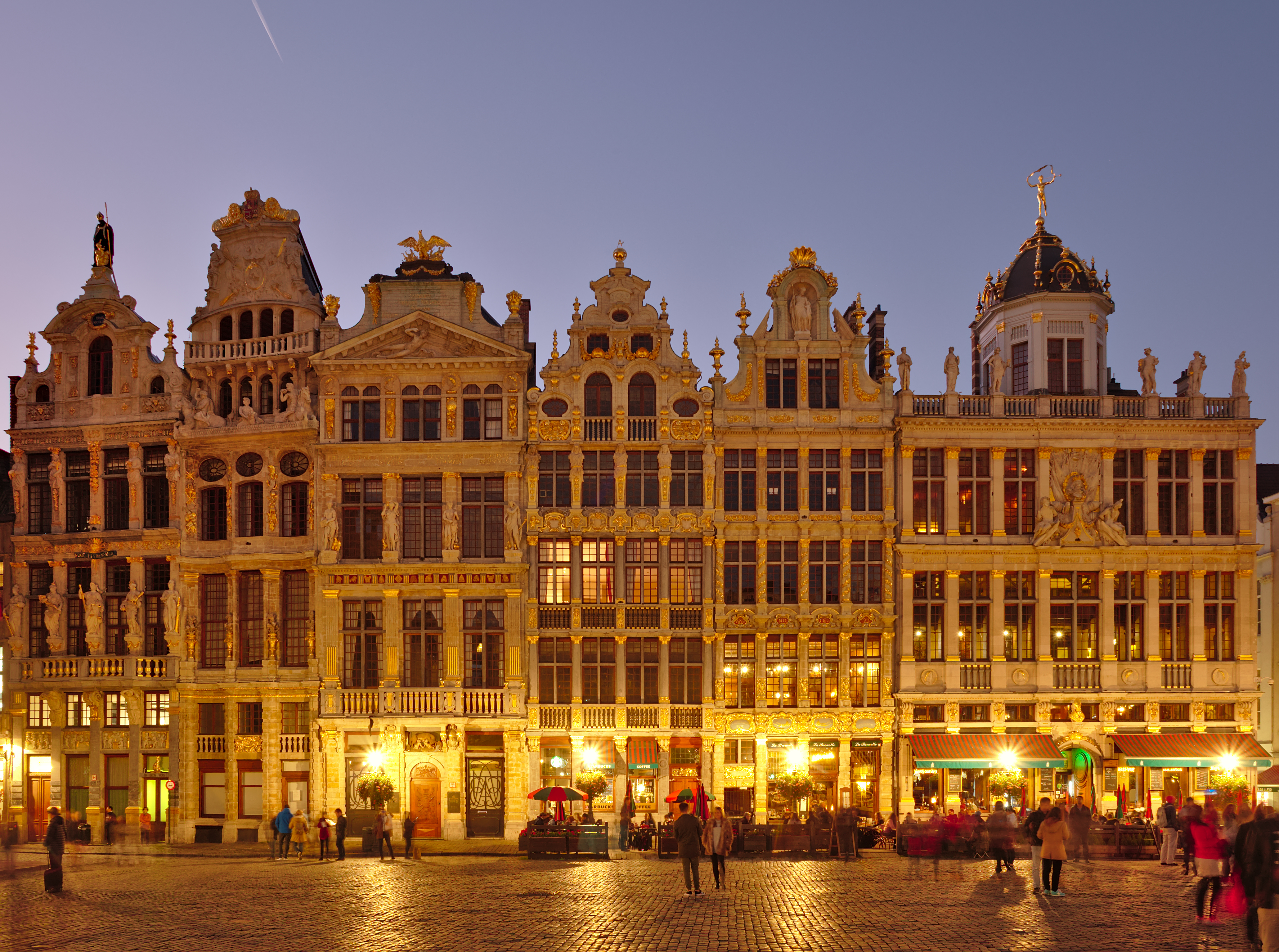
Гильдейские дома в стиле фламандского барокко (конец XVII — начало XVIII века)
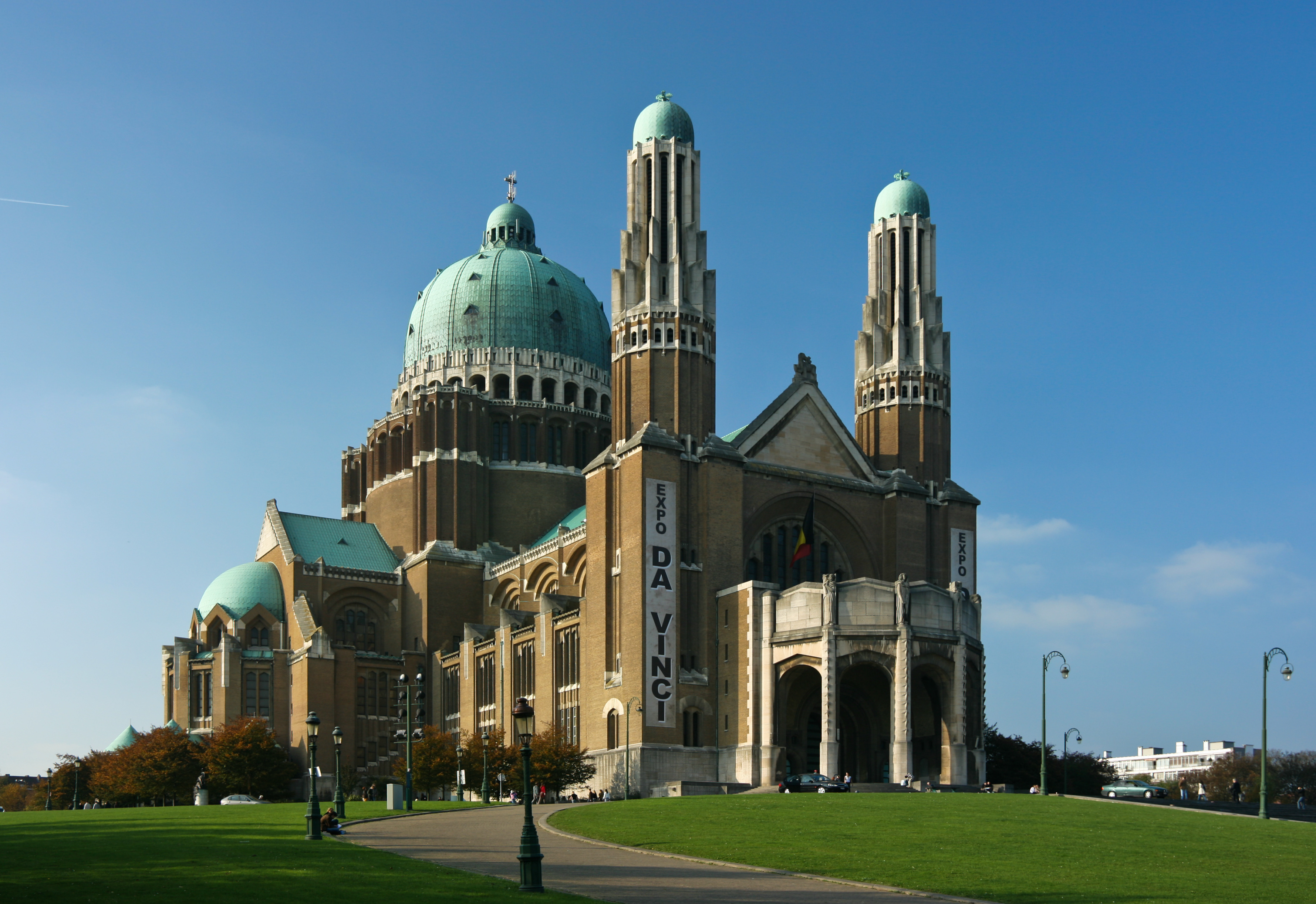
Смешение стилей ар-деко и неоготики в архитектуре базилики Святого Сердца (XX век)
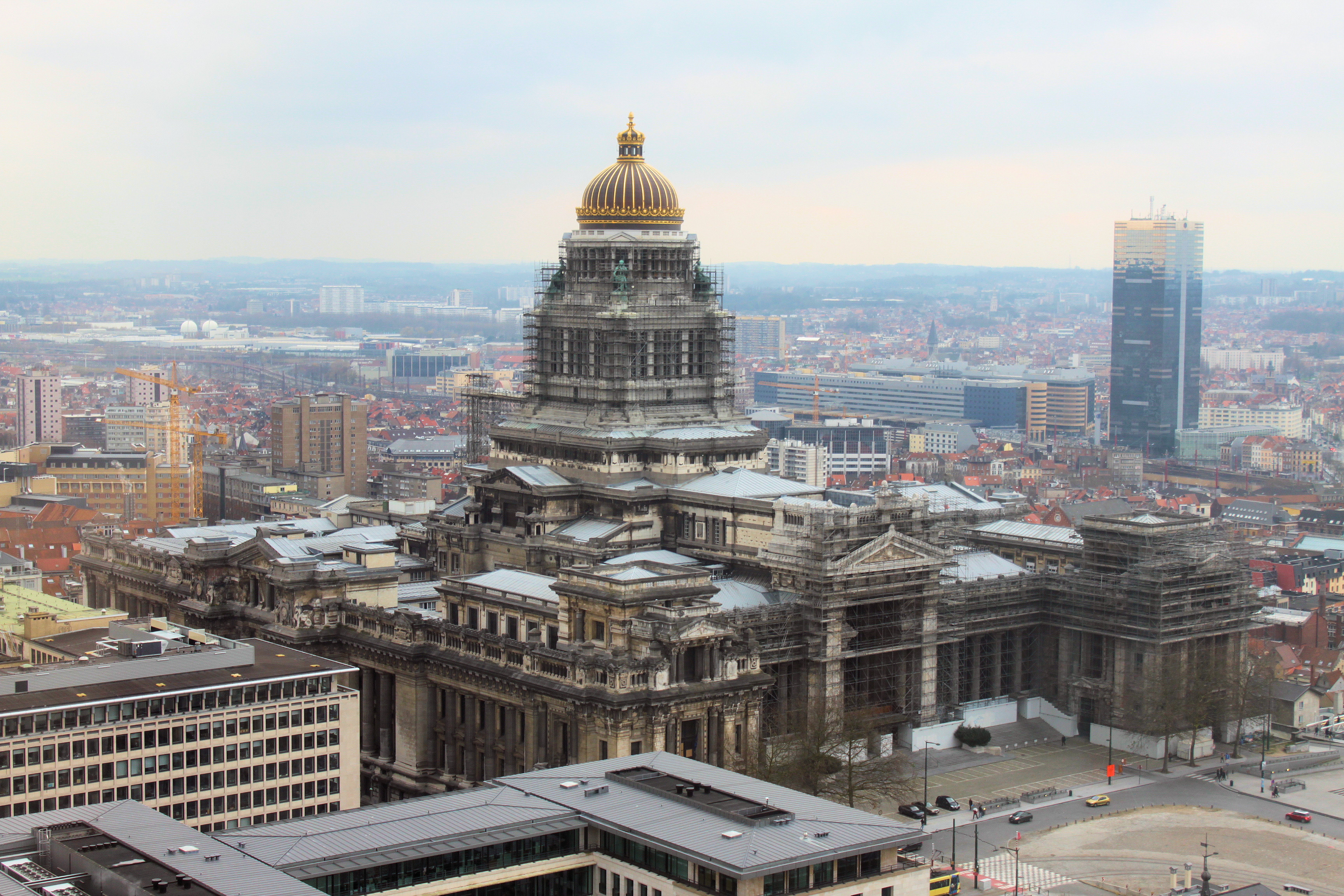
Дворец правосудия
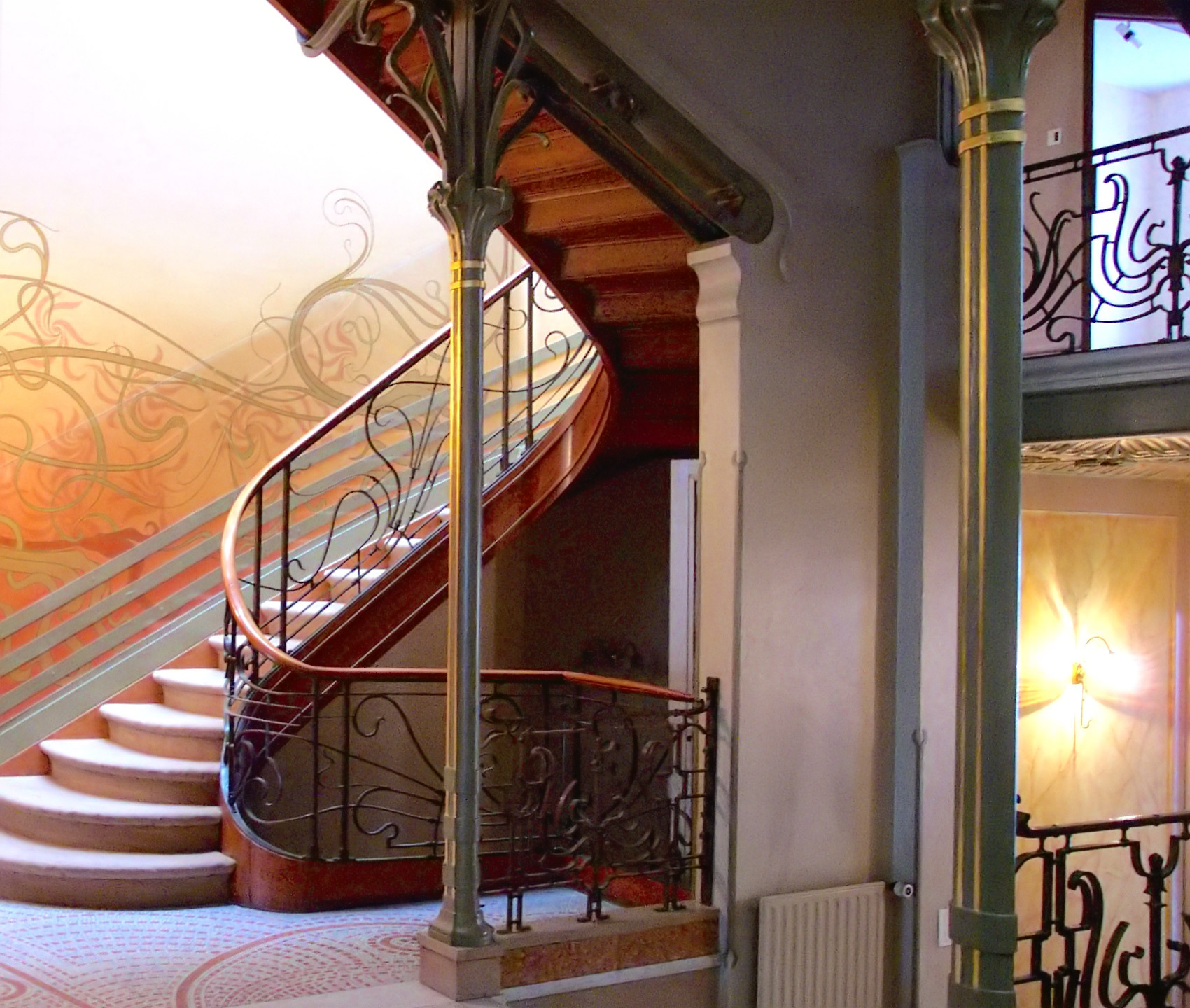
Особняк Тассель считается первым примером стиля модерн в архитектуре

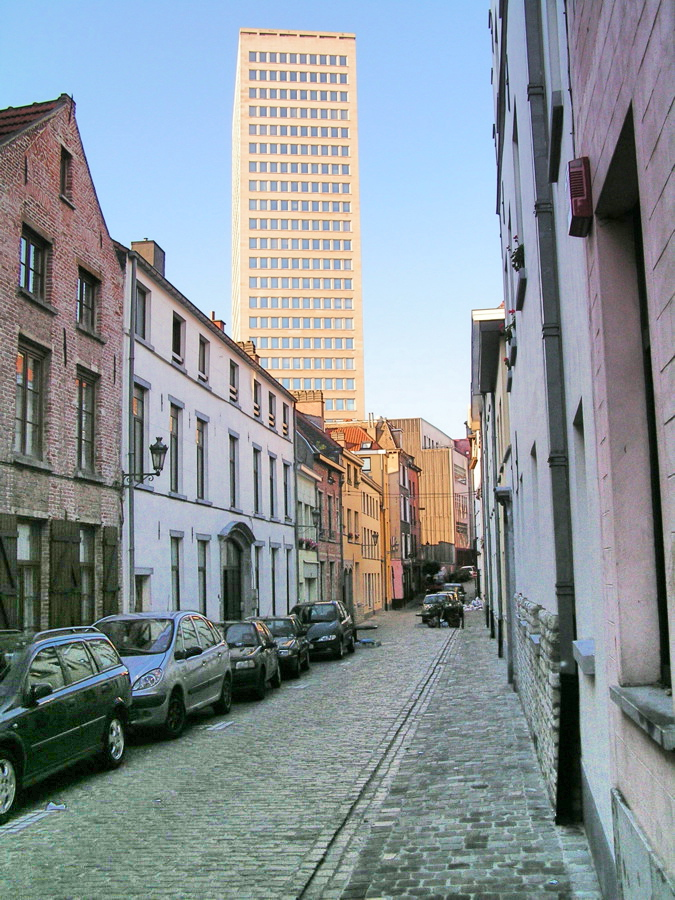
Брюсселизация

### Брюсселизация
В 1960-х—1970-х годах благодаря закону об оплате сноса старых зданий государством, автомобилизации и переезду европейских учреждений в Брюссель сносу подверглись многие исторические постройки, а также целые кварталы. На их месте выросли новые высотные здания из бетона и стекла. Так, во время прокладки подземной железной дороги между Северным и Южным вокзалами центр Брюсселя был застроен современными офисными зданиями. Часть квартала Мароллы была расчищена для Дворца правосудия, также был разрушен Дворец народа — один из шедевров основоположника ар-нуво Виктора Орта. На месте разрушенного Северного квартала были построены бельгийские министерства. Для учреждений Евросоюза в восточной части города был построен Европейский квартал.
Сейчас при перестройке исторических зданий практикуется фасадизм — сохранение фасада с полной реконструкцией остальной части здания.

## Достопримечательности

### Гран-плас / Гроте-маркт
Сердцем города является Гран-плас / Гроте-маркт — площадь длиной 110 метров и шириной 68 метров. Её окружают дома, построенные в XVII веке. Каждый дом имеет своё название и когда-то принадлежал определённой гильдии. Так, например, дом «Волчица» занимала гильдия стрелков из лука, дом «Тележка» был построен в 1697 году гильдией производителей масел и жиров. Некоторые дома, такие как «Дуб», «Лисёнок», отличаются довольно простой архитектурой.
На площади также находится здание мэрии (ратуша), представляющее собой шедевр готической архитектуры. Сооружение Брюссельской ратуши велось в три этапа. Левое крыло, более длинное, было построено в 1402 году Якобом Ван Тиненом. Правое крыло было достроено в 1445 году неизвестным архитектором. В 1450 году здание было увенчано 90-метровой дозорной башней со статуей архангела Михаила — покровителя Брюсселя.
Напротив Ратуши возвышается «Дом Короля», где, несмотря на название, никогда не жил ни один король. Построенный в XIII веке, дом служил поочерёдно складом для пекарей, трибуналом и тюрьмой. В 1873 году архитектор Виктор Ямар реконструировал здание в стиле готики. В наши дни в «Доме Короля» находится Коммунальный Музей.

### Фонтаны

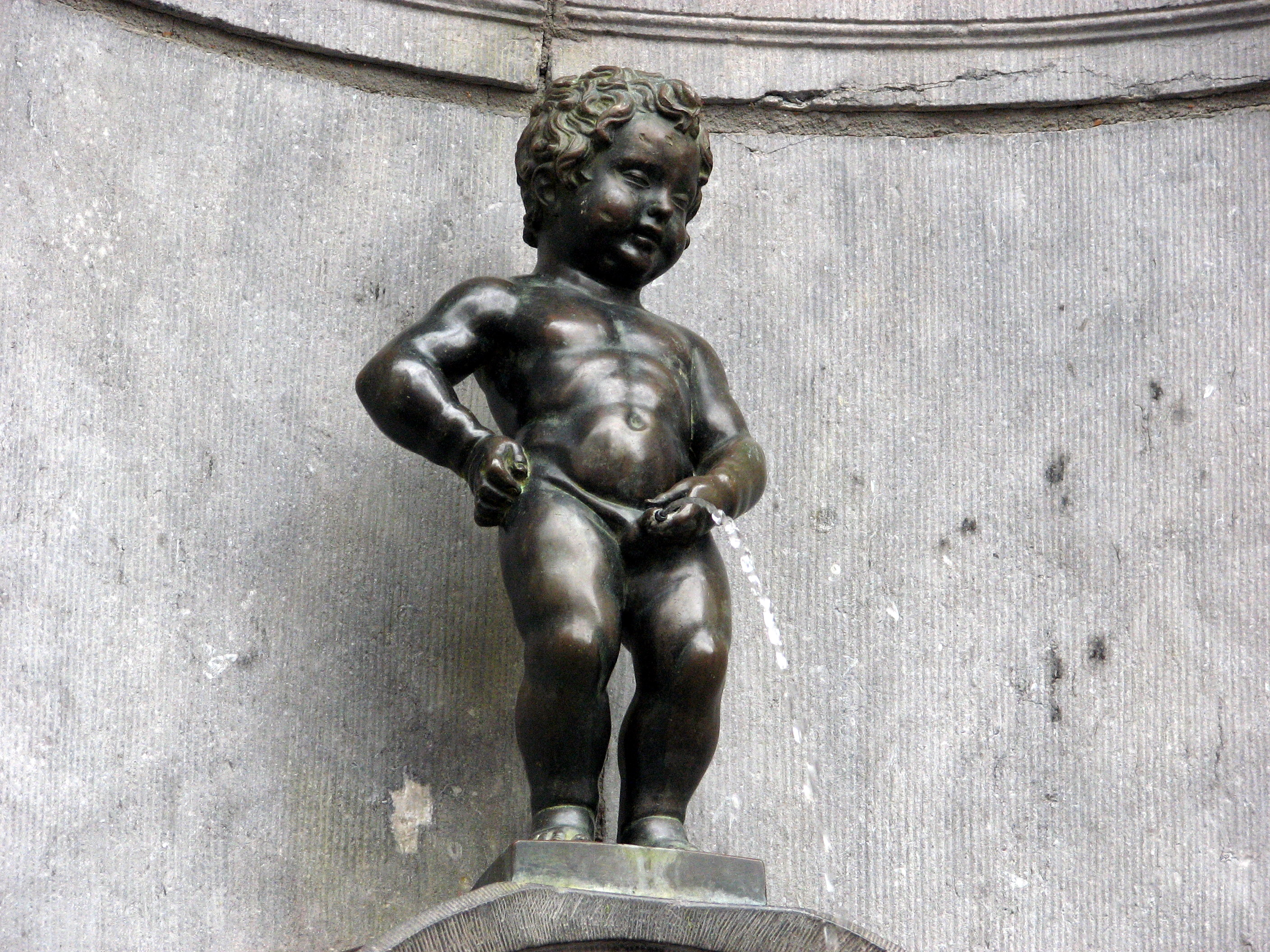
Писающий мальчик

Неподалёку от площади Гран-Плас / Гроте Маркт находится знаменитый фонтан — Писающий мальчик, бронзовая статуя высотой 61 сантиметр. Существует множество легенд о его появлении. Согласно одной из них, четыре века назад один мальчуган спас таким образом город от пожара.
Сегодня знаменитый на весь мир Писающий мальчик — обладатель гардероба, состоящего из более чем 800 нарядов, которые хранятся в «Доме Короля» в Коммунальном музее. Так, в дни рождения Моцарта и Элвиса Пресли его наряжают в соответствующие костюмы, а во время международных матчей Маннекен Пис примеряет форму национальной сборной по футболу.
С 1987 года несколькими улицами далее стоит статуя Писающей девочки, пандан Маннекена Писа. В 1999 году появилась также Писающая собачка, символизирующая объединение разных культур в Брюсселе.
Довольно красив фонтан Минервы, авторства Жака Берже. Он установлен на площади Гран-Саблон благодаря завещательному дару лорда Томаса Брюса, второго графа Эйлсбери и третьего графа Элгина, поблагодарившего город за гостеприимство, которое он получил во время своего изгнания.
Интересен современный фонтан, посвящённый мэру Брюсселя Шарлю Бюльсу, отстоявшему в конце XIX века старый город от разрушения.

### Собор Святого Михаила и Святой Гудулы
Возведение собора датируется 1226 годом. Архитектура здания включает в себя элементы таких стилей, как романский, готический и ренессанс. Но всё же заметно преобладание готики. Фасад состоит из двух башен, каждая 70 м в высоту, украшен резными шпилями, которые возносят собор высоко в небо. Внутри здание освещается мягким светом, проникающим через высокие окна с витражами удивительной чистоты.

### Атомиум и Мини-Европа

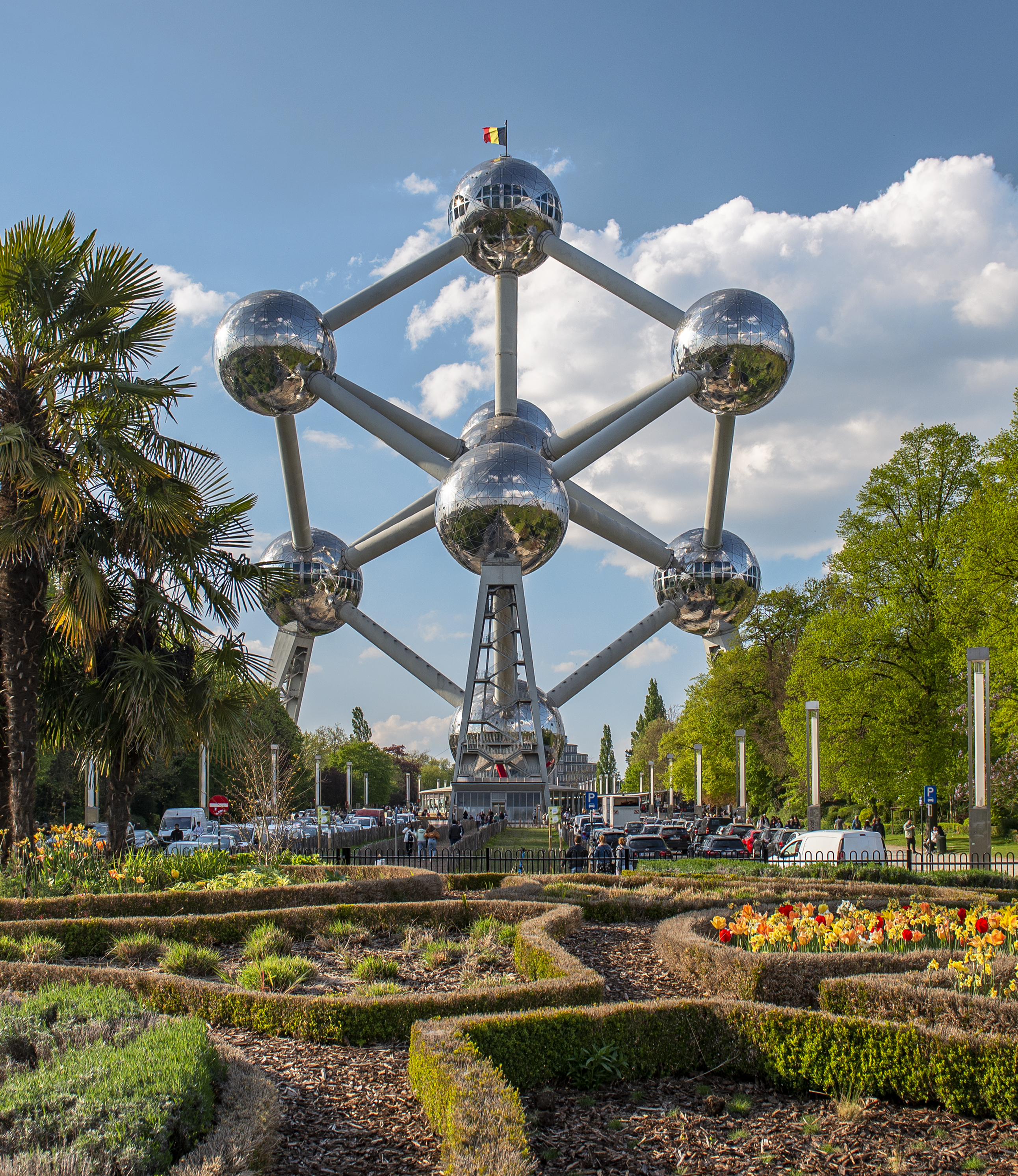
Атомиум

Одной из главных достопримечательностей и символом города является Атомиум, построенный ко Всемирной выставке 1958 года. Атомиум находится на севере города в районе Лакен и представляет собой увеличенную в 165 млрд раз модель кристалла железа высотой 102 м.
В непосредственной близи от Атомиума расположен парк миниатюр «Мини-Европа» с копиями наиболее знаменитых сооружений Европы в масштабе 1:25. Также в районе Лакен находятся шесть королевских резиденций.

### Комиксы
Брюссель является родиной комиксов. В городе творили такие именитые мастера комиксов, как Эрже, Андре Франкин и Морис де Бевере, создавшие серии комиксов о Тинтине, Марсупилами, Счастливчике Люке, Гастоне и других ставших популярными во всём мире персонажах.
Уникальной достопримечательностью Брюсселя являются комиксы на стенах домов, разбросанные по всему городу. Наиболее известные из них собраны в путеводителе Comic Strip Route. Бельгийский центр искусства комиксов, расположенный в построенном по проекту Виктора Орта здании в стиле ар-нуво, хранит коллекцию из более 25 тыс. комиксов, в том числе около 400 оригинальных рисунков Эрже, и рассказывает историю комиксов от самого зарождения до наших дней.
2009 год объявлен в Брюсселе годом комиксов.

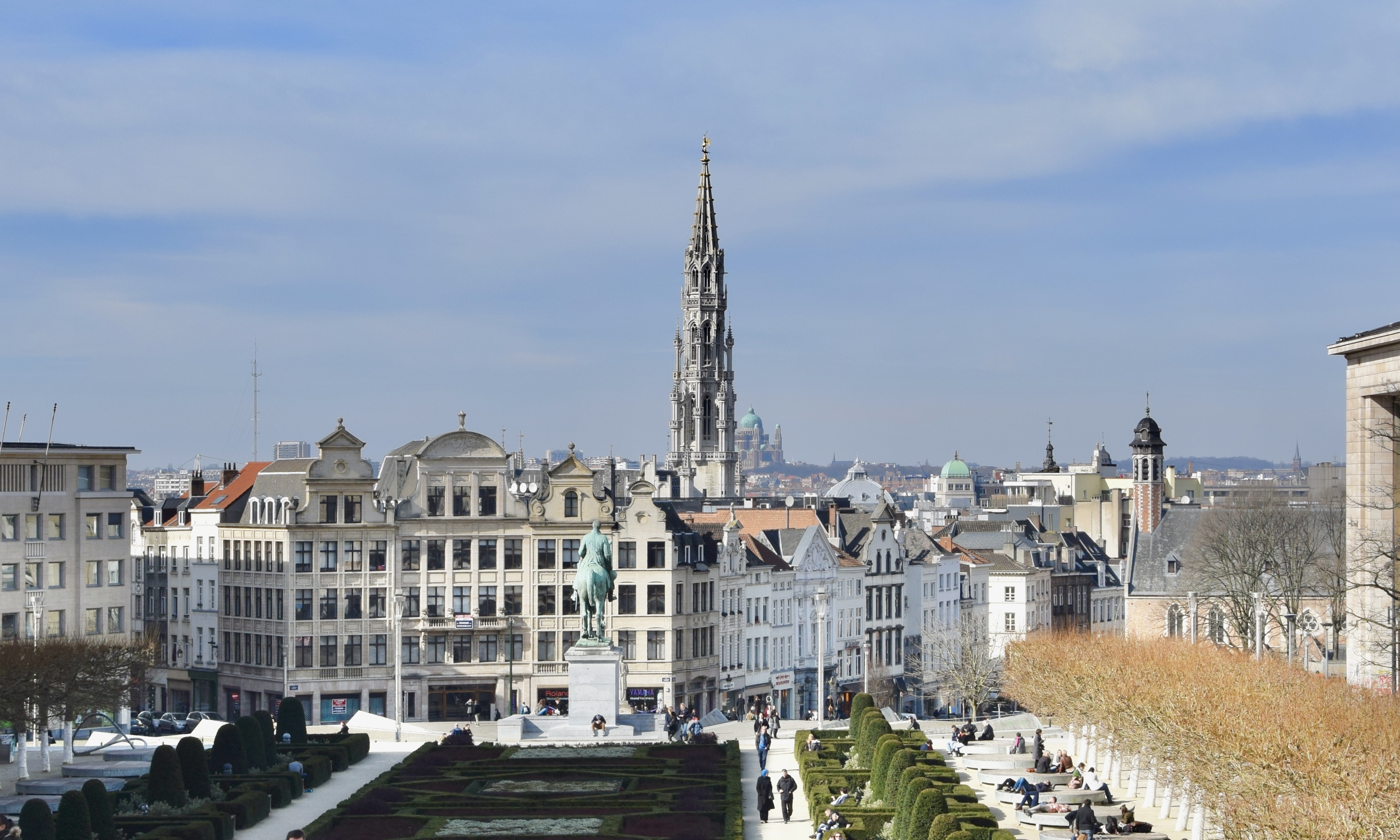
Вид на Нижний город с Горы Искусств

### Гора Искусств
Между Верхним городом с королевским дворцом, парламентом и Дворцом Правосудия и Нижним городом — историческим центром Брюсселя с ратушей, жилыми домами и домами ремесленников — расположена гора Искусств, сооружённая в период брюсселизации. Характерными для этого периода стали массивные геометрические формы постмодернизма, выраженные в архитектуре Королевской библиотеки Бельгии и Дворца конгрессов. С верхней точки горы Искусств можно увидеть Гран-Плас, а в солнечный день к тому же Атомиум и базилику Святого Сердца. Помимо Королевской библиотеки на Горе находится комплекс музеев и художественных галерей: Музей музыкальных инструментов, Королевские музеи изящных искусств и другие.
Чуть выше располагаются королевский дворец, королевский парк и Дворец академий.

### Другие
Халлепорт, Дворец Правосудия, Королевская консерватория тоже доступны для посещения.

## Образование
В городе расположены франкоязычный Брюссельский свободный университет, нидерландскоязычный Брюссельский свободный университет, католический Университет Сен-Луи в Брюсселе, Высшая школа — Университет Брюсселя, Королевская Академия изящных искусств в Брюсселе, Брюссельская консерватория.

## Культура и досуг
Культурная жизнь Брюсселя довольно богата и разнообразна. Помимо музеев и постоянных выставок, периодически проводятся концерты и прочие культурные мероприятия, как, например, празднование Дня святого Валентина и Международного женского дня, год комиксов, концерты мировых звёзд. Можно приобрести культурный гид на текущий год с расписанием всех мероприятий и адресами музеев, театров, клубов и выставок.
В 1993 и 2002 годах в городе проходил чемпионат мира по полумарафону.

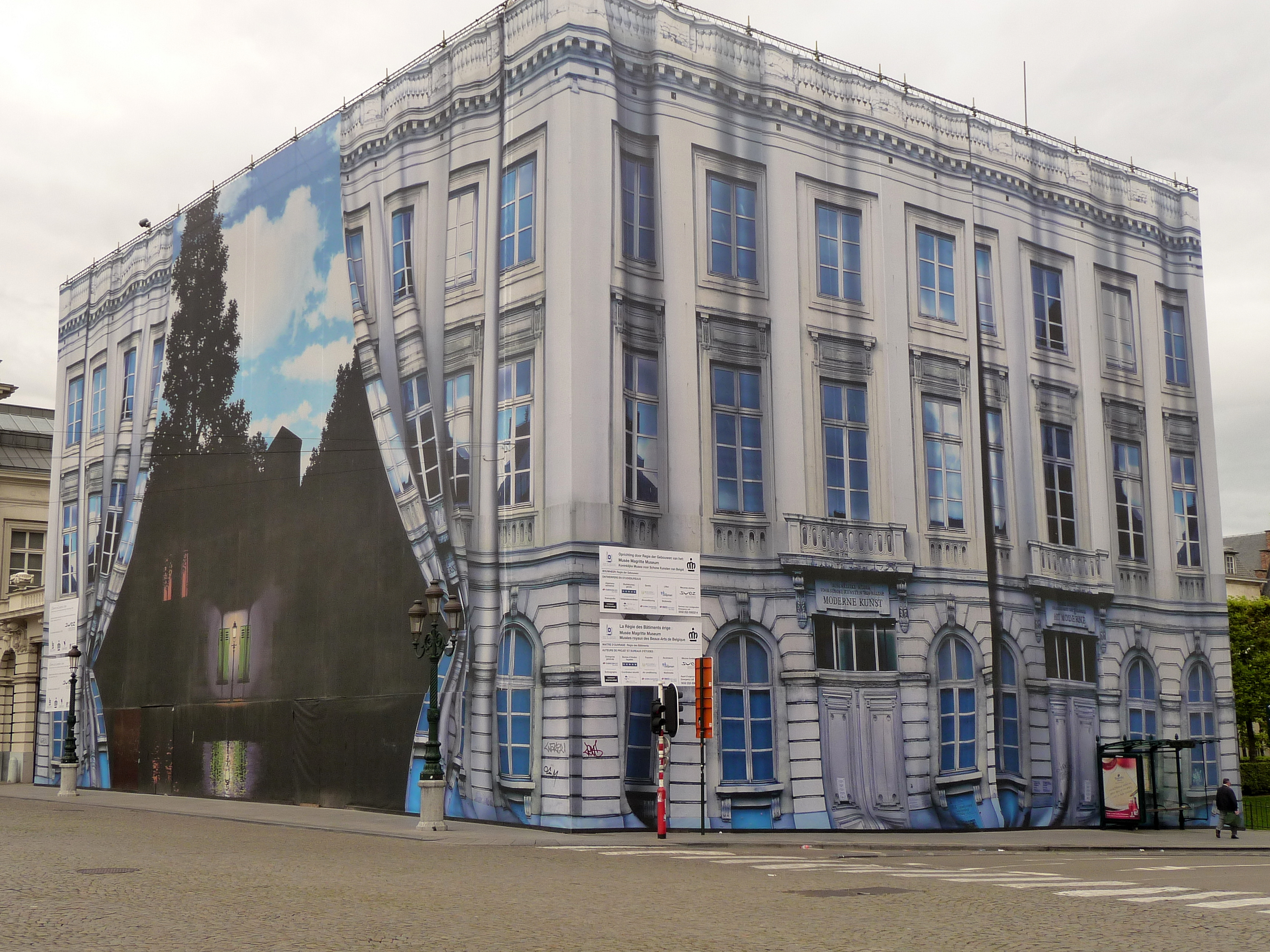
Музей сюрреалиста Рене Магритта на Королевской площади

### Музеи
Брюссельский столичный регион насчитывает 80 музеев, около половины из которых расположены непосредственно в чертах коммуны Брюссель. Помимо привычных художественных и исторических музеев, в Брюсселе существуют такие уникальные музеи, как Музей шоколада и какао, Музей комиксов, Музей пива, Музей музыкальных инструментов. Среди художественных музеев следует отметить Королевские музеи изящных искусств с обширной коллекцией произведений фламандских мастеров.
Существует система скидок на посещение брюссельских музеев — Brussels Card, дающая право на бесплатное посещение некоторых музеев и проезд на общественном транспорте. Также раз в год проходит Ночь музеев.
См. также Список музеев Брюсселя

### Гастрономия

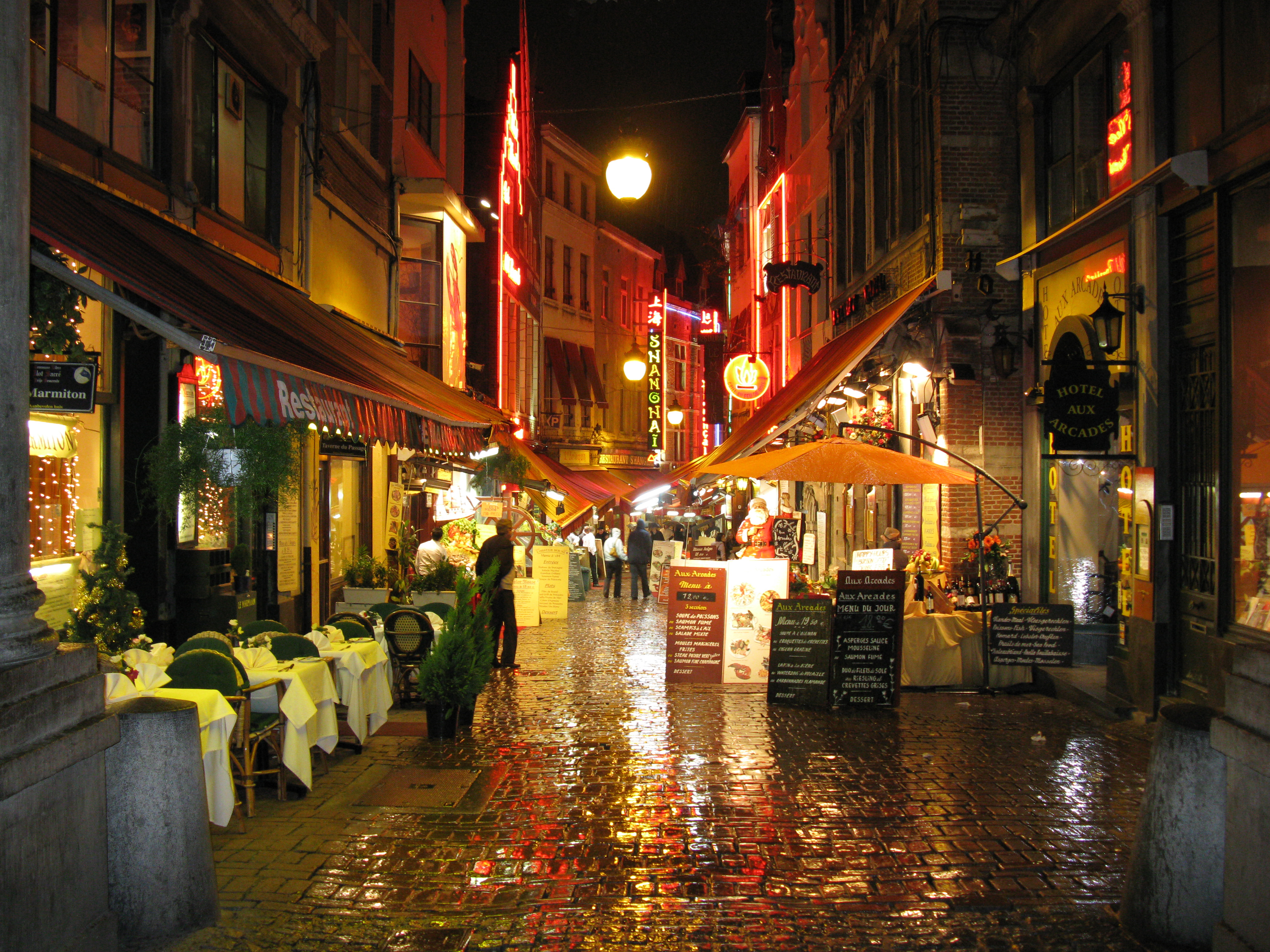
Улица Мясников

Бельгия считается родиной пралине, картофеля фри и бельгийских вафель, поэтому эти блюда весьма популярны по всей стране и в частности в её столице. Помимо Fritkots, специализирующихся на продаже картофеля фри, и закусочных с вафлями, на улицах города расположены киоски с деликатесами, например, виноградными улитками и свежими морепродуктами. Также в окрестностях Брюсселя производятся особые сорта пива: ламбик, гёз («брюссельское шампанское») и другие.
Всего на территории Брюсселя расположено около 2000 ресторанов, восемь из них отмечены хотя бы одной звездой в гиде Мишлен: четыре однозвёздных и четыре двухзвёздных. Наибольшее количество ресторанов находится в районе улицы Мясников (Rue des Bouchers / Beenhouwersstraat).

## Города-побратимы
- Акхисар, Турция
- Амстердам[вд], Нидерланды
- Атланта, США
- Берлин, Германия (1 июня 1992)
- Бразилиа, Бразилия
- Вашингтон, США
- Вильнюс, Литва (23 ноября 2004)[34][35]
- Габичче-Маре, Италия
- Киев, Украина (8 декабря 1997)[36][37]
- Лагос, Нигерия
- Любляна, Словения
- Мадрид, Испания (1976)
- Макао, Китай
- Монреаль, Канада
- Москва, Россия (1977)
- Пекин, Китай (22 сентября 1994)
- Прага, Чехия (1978)
- София, Болгария
- Тирана, Албания[38][39]